# 颱風 (映画)
『颱風』（たいふう、The Tornado）は、1917年のアメリカ映画。ジョン・フォードの監督デビュー作で、30分の短編西部劇である。フィルムは紛失している。

## キャスト
- ジョン・フォード
- ジェーン・ハサウェイ
- ピーター・ジェラルド
- エルジー・ソーントン
- デューク・ウォーン
- ジョン・ダフィー